# Phsar Daeum Kor
Phsar Daeum Kor es una comuna (khum) del distrito de Tuol Kork, en la provincia de Nom Pen, Camboya. En marzo de 2008 tenía una población estimada de 14 542 habitantes.
Se encuentra ubicada junto a los ríos Mekong y Bassac, al sur del lago Sap (Tonlé Sap).